# Hypena nepana
Hypena nepana là một loài bướm đêm trong họ Erebidae.